# Evdokimov (månekrater)
Evdokimov er et nedslagskrater på Månen. Det befinder sig på Månens bagside og er opkaldt efter den sovjetiske astronom Nikolaj N. Evdokimov (1868 – 1940).
Navnet blev officielt tildelt af den Internationale Astronomiske Union (IAU) i 1970.

## Omgivelser
Evdokimovkrateret ligger øst for Evershedkrateret og vest-sydvest for Gadomskikrateret.

## Karakteristika
Krateret er nedslidt og eroderet med en utydelig ydre rand, som ikke er meget mere end en lav højderyg i landskabet. Randen er bedre formet i de vestlige og østlige sider. Et lille krater med ret høj albedo ligger langs den indre kratervæg mod nordøst og er omgivet af et lille, lyst dække af udkastninger. Kraterbunden er næsten uden særlige formationer og kun mærket af få og ubetydelige kratere.

## Satellitkratere
De kratere, som kaldes satellitter, er små kratere beliggende i eller nær hovedkrateret. Deres dannelse er sædvanligvis sket uafhængigt af dette, men de får samme navn som hovedkrateret med tilføjelse af et stort bogstav. På kort over Månen er det en konvention at identificere dem ved at placere dette bogstav på den side af satellitkraterets midte, som ligger nærmest hovedkrateret. Evdokimovkrateret har følgende satellitkratere:
| Evdokimov | Længde  | Bredde   | Diameter |
| --------- | ------- | -------- | -------- |
| G         | 33,9° N | 150,5° V | 48 km    |
| N         | 31,7° N | 153,7° V | 27 km    |

## Måneatlas
- Billeder af Evdokimovkrateret i LPI-måneatlasset